# Difração de área selecionada
Difração (de elétrons) de área selecionada (abreviada como SAD ou SAED, do inglês, de selected area diffraction ou selected area electron diffraction), algumas vezes chamada difração de elétrons SAD, é uma técnica cristalográfica experimental que pode ser realizada em um microscópio eletrônico de transmissão (TEM). Foi inventada em 1947 por Jan Bart Le Poole.

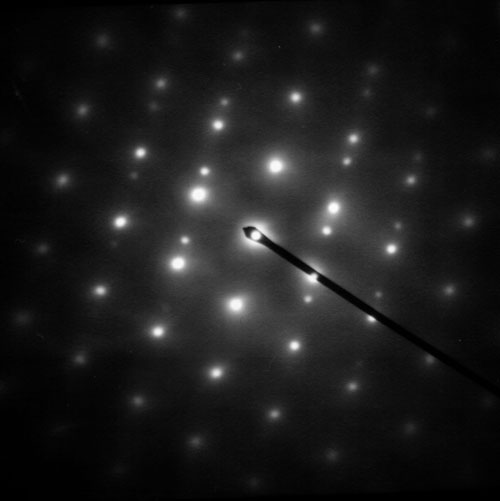
SADP de um crital isolado de austenita em uma amostra de aço.

Em um MET, um fino espécime cristalino é submetido à um feixe paralelo de elétrons de alta energia. Como espéciemes para MET tem tipicamente espessura de ~100 nm, e os elétrons tipicamente tem uma energia de 100-400 kiloelétron-volts, os elétrons passam através da amostra facilmente. Neste caso, elétrons são tratados como ondas, menos que como partículas (ver dualidade onda-partícula). Porque o comprimento de onda de elétrons de alta energia é uma fração de um nanômetro, e o espaçamento entre átomos em um sólido é somente levemente maior, os átomos atuam como uma rede de difração para os elétrons, os quais são difratados. Ou seja, uma fração deles serão dispersos em ângulos particulares, determinados pela estrutura cristalina da amostra, enquanto outros continuam a passar através da amostra sem deflexão.
COmo resultado, a imagem na tela do MET será uma série de manchas - o padrão de difração de área selecionada (SADP, de selected area diffraction pattern), cada mancha correspondendo a uma condição de difração satisfeita da estrutura do cristal da amostra. Se a amostra é inclinada, o mesmo cristal irá manter-se sob iluminação (dos elétrons), mas diferentes condições de difração serão ativadas, e diferentes manchas de difração aparecerão ou desaparecerão.